# Севернокорейски ядрен опит (2006)
Севернокорейският ядрен опит е първото изпитание на атомна бомба от Северна Корея, проведено на 9 октомври 2006 г. Мощността на взрива е по-малко от един килотон и са засечени радиоактивни частици на мястото на взрива. Според САЩ ядреният опит е бил неуспешен, макар севернокорейските власти да твърдят точно обратното.
Заради тайнствеността на севернокорейските власти и малката мощност на опита остава въпросът дали това е бил необичайно малък успешен ядрен опит, или частично неуспешен взрив с предвидена мощност, значително по-голяма от крайния резултат. Според неназован служител на севернокорейското посолство в Сеул, мощността на бомбата е била по-малка от предвидената.
Китайските власти съобщават, че са получили предупреждение за опита 20 минути преди взрива, а руснаците – 2 часа преди китайците.

## Мощност на ядреното устройство
За силата на детонацията се водят спорове. В предупреждението за опита, изпратено до китайците, севернокорейските военни обявяват мощност на взрива от 4 килотона.
На среща с президента Путин външният министър на Русия Сергей Лавров прави изявление, че мощността на бомбата е била между 5 и 15 килотона.
Според южнокорейският Институт за геофизични науки и минерални ресурси трусът от взрива е бил равен на степен 4,2 по скалата на Рихтер, което отговаря на близо 800 тона тротилов еквивалент (0,8 килотона).
Други специалисти твърдят, че изчислената от японски учени сила от 0,55 килотона не отговаря на трус от 4,2 по Скалата на Рихтер, и че тротиловият еквивалент на бомбата е от 2 до 12 килотона в зависимост геоложкият състав на планината, където е взривена тя.
Именно неопределената сила поражда спорове дали тестът е бил успешен. Ако тя е била от порядъка на 10 – 15 килотона, тогава е възможно той да е бил успешен, тъй като оръжия с подобна мощност не изискват толкова голяма точност при създаването си колкото по-малките. От друга страна, ако мощността на устройството наистина е била около един килотон или по-малко, тогава има 2 варианта:
1) Северна Корея е изпробвала малко ядрено устройство с цел пестене на плутоний, който се добива само от реактора в Йонбьон, и тестът е бил успешен;
2) опитът е бил частично успешен, като само част от плутония в бомбата е претърпял разпад чрез верижна реакция – възможно е това да е вследствие на недостатъчна чистота на използвания плутониев изотоп или на грешка при схемата на работа в бомбата.
И двата варианта са възможни, тъй като се предполага че нивото на севернокорейските атомни технологии е високо, но има съмнения за начина на добиване на плутоний от реактора в Йонбьон. Някои експерти твърдяха, че трусът е бил породен и от детонацията на голямо количество конвенционални експлозиви, но след като американски самолети засякоха радиоактивни частици на мястото на опита тази теза беше отхвърлена.

## Време и място на опита
Изчислено е, че детонацията е осъществена в хоризонтален тунел с дълбочина от 700 до 2000 метра, в планина близо до град Килчу, провинция Северен Хамгьон. На 9 октомври 2006, в 10:35:27 часа местно време, географски координати 41°17′39.48″ с. ш. 129°08′03.12″ и. д. / 41.2943° с. ш. 129.1342° и. д., е засечен трус с магнитуд 4,2 по скалата на Рихтер.
На сателитни снимки от 16 октомври е засечена активност на камиони, войници и изкопни машини в същия район, което предполага нов ядрен опит. Въпреки това до края на 2006 г. нови тестове не са извършвани.

## Международни реакции
След опита всички страни, членки на Съвета за Сигурност на ООН (включително най-близкият съюзник на КНДР – Китай), заклеймяват действията на Северна Корея.
Въпреки това Русия и Китай се обявяват против санкции срещу страната, които обаче са наложени. Изпитанието има и икономически последици – цената на златото се покачва с 1 % в международен мащаб, тази на петрола надминава 60 $ за барел, а някои от по-големите фондови борси прекратяват работата си до следващия ден.